# Pyrrhogyra edocla paradisea
La mariposa coralito (Pyrrhogyra edocla paradisea) es una subespecie endémica de México, de la familia Nymphalidae, que fue descrita originalmente bajo el nombre científico Hamadryas glauconome grisea. El holotipo macho proviene de Guerrero (Paraíso). En la etimología, es en referencia a la localidad tipo.

## Descripción
El margen costal de las alas es casi recto, externo  e interno son ligeramente curvos, ápice redondo. El color de fondo de las alas anteriores es de color café, con tres manchas de color blanco-verdusco de diferente forma en la región postdiscal, la que está cercana al margen anal, es rectangular, la del centro triangular y en la más cercana a la región subapical es ovalada y de tamaño más chico que las otras dos. Las alas posteriores son de color café, con margen externo ligeramente ondulado. Margen anal ligeramente curvo, y anal es convexo. Presentan una banda ancha de color blanco-verdusco abarcando el área discal y potsdiscal. Presenta una mancha anaranjada cerca del torno. Las antenas, cabeza, tórax y abdomen son de color café en su vista dorsal. En el ala anterior en su vista ventral, presenta mismo patrón de tres manchas, sin embargo, la del medio presenta una línea que la bordea de color rojo. En la ceda discal presenta una línea roja, y otra en la celda costal. El centro de la celda discal es de color blanco, al igual que área basal y postbasal. En las alas posteriores en su vista ventral son de color blanco desde el área basal hasta el área postsdiscal, con la mancha blanco-verdosa del centro del dorso translucida. El área potsdisacal hasta margen externo el fondo es café, con una serie de manchas de color rojo. En la región submarginal encima del café presenta dos líneas paralelas con escamas blancas. Palpos, tórax, son de color blanco, y abdomen de color café. Las antenas son de color café, con escamas bancas y ápice blanco. Ambos sexos son similares. Esta subespecie difiere muy poco con respecto a la subespecie típica, ya que la banda central es más ancha y más verde.

## Distribución
Oeste de México, en los estados de Sinaloa, Nayarit, Jalisco, Colima, Guerrero, sur de Oaxaca.

## Estado de conservación
No está enlistada en la NOM-059.